# James Rosenquist
James Rosenquist (Grand Forks, 29 de novembre de 1933 - Ciutat de Nova York, 31 de març de 2017) fou un artista estatunidenc de pop-art.
Estant al primer cicle de secundària, Rosenquist va obtenir una beca per estudiar a l'Escola d'Art de Minneapolis. Posteriorment va estudiar pintura a la Universitat de Minnesota des de 1952 fins al 1954. El 1955 es va traslladar a Nova York amb una beca per estudiar a la Lliga d'Estudiants d'Art, on va estar fins al 1959. En aquest centre va rebre classes de Robert Indiana i Jack Youngerman. Allà va conèixer, a més, a George Grosz.
Va obrir el taller al mateix barri que Indiana i Kelly. Des de 1957 fins al 1960, es va guanyar la vida com a dissenyador, aparadorista i pintor de grans cartells publicitaris amb colors fluorescents. Aquest era l'entrenament perfecte, segons es va veure després, per a un artista que després esclataria a l'escena Art pop. Rosenquist hàbilment va aplicar tècnica de pintura de signes a les pintures a gran escala que va començar a crear el 1960. Com uns altres artistes pop, Rosenquist va adaptar el llenguatge visual de la publicitat i la cultura pop (sovint graciosa, vulgar i extravagant) al context de les Belles Arts. El 1963 li van encarregar un mural per al pavelló de l'Estat de Nova York. Rosenquist va aconseguir la fama internacional el 1965, amb el seu mural de mida gegant F-111 de 3 x 26 metres. Es va exposar a museus de tot el món. Aquesta obra, F-111 s'esmenta a un capítol de Polaroids from the Dead de Douglas Coupland.
La seva especialitat era agafar imatges fragmentàries, estranyament desproporcionades i combinar-les, superposar-les, i juxtaposant-les a llenços per crear històries visuals. Això pot deixar sense alè a l'espectador, fent que considerin fins i tot els objectes més familiars (un remolc, o una caixa de detergent, etcètera) de les maneres més abstractes i provocatives. Escull objectes simples que s'identifiquen amb facilitat i que no porten cap significat simbòlic. I els tracta a grans formats (quadres) amb un llenguatge mateix que de la publicitat. De vegades una figuració realista, amplificada com als grans cartells publicitaris, acaba sent, si es mira molt de prop, una forma abstracta. Això fa Rosenquist: fragments de la realitat i representar-los a gran mida.
Va participar en Documenta IV i VI de Kassel (anys 1968 i 1977). Va experimentar amb tècniques de cinema (1969) així com amb treballs en vídeo (1970). Durant els anys setanta va ser activista en oposició a la guerra del Vietnam. També s'ha distingit per la lluita en defensa dels drets de l'artista a la societat democràtica. Resideix a Aripeka, Florida, des de 1983.
Des de 1983 inclogué elements mecànics a les seves obres, a tall de crítica contra la devoció a la tecnologia. A més de pintar, produí una àmplia sèrie de gravats, dibuixos i collages. Una de les seves làmines, Time Dust(1992), es creu que és la més gran del món, i mesura aproximadament 2 x 11 metres.
Rosenquist va rebre nombrosos honors, incloent una selecció com «Art In America Young Talent USA» el 1963, nomenament per un termini de sis anys per a la junta del Consell Nacional dels Arts el 1978, i el Premi Golden Plate el 1988. El 2002, la Fundació Cristóbal Gabarrón li va conferir el seu premi anual internacional dels arts, en reconeixement de les seves grans contribucions a la cultura universal.
Des de les seves primeres retrospectives el 1972 organitzades pel Museu Whitney d'Art Estatunidenc, Nova York, i el Museu Wallraf-Richartz, Colònia, fou objecte de diverses exposicions de galeries i museus, tant als Estats Units com a l'estranger. Seguí produint encàrrecs de gran mida, incloent la recent suite en tres parts The Swimmer en l'Econo-mist (1997–1998) per al Deutsche Guggenheim, Berlín, i un quadre planejat per al sostre del Palau de Chaillot a París.